# Соколаре
Соколаре (болг. Соколаре) — село в Болгарии. Находится в Врачанской области, входит в общину Бяла-Слатина. Население составляет 627 человек.

## Политическая ситуация
В местном кметстве Соколаре, в состав которого входит Соколаре, должность кмета (старосты) исполняет Сыдбина Йорданова Накова (Болгарская социалистическая партия (БСП)) по результатам выборов правления кметства.
Кмет (мэр) общины Бяла-Слатина — Венцислав Велков Василев (Болгарская социалистическая партия (БСП)) по результатам выборов в правление общины.